# Jarovnice
Jarovnice és un poble i municipi d'Eslovàquia. Es troba a la regió de Prešov, al nord del país.

## Història
La primera referència escrita de la vila data del 1260.

## Demografia
| Godina             | 1994 | 2004    | 2014    | 2024    |
| ------------------ | ---- | ------- | ------- | ------- |
| Nombre de persones | 3377 | 4562    | 6110    | 8261    |
| Diferència         |      | +35,09% | +33,93% | +35,20% |

| Godina             | 2023 | 2024   |
| ------------------ | ---- | ------ |
| Nombre de persones | 7992 | 8261   |
| Diferència         |      | +3,36% |